# شعب كامي
لا ينبغي الخلط بينهم وبين شعب كامي في تنزانيا
شعب كآمي هي جماعة عرقية توجد في كل مكان تقريباً في نيبال، وأقل تواجدًا في المنطقة الشرقية في الغرب. مهنتهم الرئيسية هي الزراعة، وصيد الأسماك، وأيضًا تربية الحيوانات الشائعة.